# Lijst van departementen en arrondissementen op Corsica
De Franse collectivité territoriale Corsica heeft de volgende departementen en arrondissementen:

## Corse-du-Sud
- Ajaccio
- Sartène

Zie ook lijsten van de kantons en de gemeentes.

## Haute-Corse
- Bastia
- Corte
- Calvi

Zie ook lijsten van de kantons en de gemeentes.